# 龚辉
龚辉（1482年—1566年），字实卿，號笑齋，後改號见二，浙江绍兴府余姚县鹿亭石潭村人，明朝政治人物。

## 生平
正德十一年（1516年）浙江乡试第二名举人，嘉靖二年（1523年）癸未科会试第84名，廷试三甲第172名进士。因丁内艰還乡，服阕，授工部都水司主事。嘉靖六年奉命管理浙江、南直、江西竹木。当时修建仁寿宫、先蚕坛殿，奉命监督采集大木于四川，以功劳升二级为福建按察司副使，因父喪丁忧归。服阕，嘉靖十六年（1538年）九月復除陕西按察司副使，提调学校。升本省参政，敕理黄册，二十二年升广西按察使，旋转广西右布政使，二十六年转湖广左布政使，本年七月升为都察院右副都御史、巡抚南赣汀漳，二十七年九月升总督漕运、兼凤阳巡抚等官职。二十九年四月升大理寺卿，六月升工部右侍郎，九月转左侍郎，奉敕督修太仓复兼筑外城，三十年二月以考察改调南京，遂请求致仕归乡。嘉靖四十五年九月卒，享年八十二岁，卒赠右都御史。与明朝内阁大臣袁炜为同母异父。

## 著作
- 《全陕政要》
- 《采运图说》

## 遗迹
- 今浙江省宁波市余姚市鹿亭乡龚侍郎故居[5]
- 三洲仙岩，明朝石刻（龚辉题字），位于今广东省深圳市德庆：瑶华洞天，明嘉靖丁未，绩溪胡公松偕余访三州洞。则见其丹碧辉映，若设色然；幻形怪迹，纵盼不暇，疑若非人世所宜有者。惜乎坐不当国之冲，珉没无闻，乃为“瑶华洞天”，命州守方子用□□石。呜呼！显晦潜见，物诚有幸有不幸，其于士□亦然，余□有感于兹洞且类士也，庸漫及之。余姚笑斋龚辉识。在三州岩，丁未为嘉靖二十六年。[6]

## 家族
曾祖龚志顥。祖父龚璋。父龚森，宿迁县丞。母方氏。具庆下。弟晃、耀、蘭、易、京。